# Pure & Simple (album Dolly Parton)
Pure & Simple è il quarantaseiesimo album in studio della cantante statunitense Dolly Parton, pubblicato il 19 agosto 2016.

## Tracce
Pure & Simple
1. Pure and Simple – 2:44
2. Say Forever You'll Be Mine – 2:49
3. Never Not Love You – 3:36
4. Kiss It (And Make It All Better) – 3:48
5. Can't Be That Wrong – 3:56
6. Outside Your Door – 3:03
7. Tomorrow Is Forever – 3:10
8. I'm Sixteen – 3:34
9. Head Over High Heels – 2:50
10. Forever Love – 3:30

Tracce Bonus Edizione Walmart/Internazionale/UK
1. Mama – 3:42
2. Lovin' You – 3:25

Tracce Bonus Edizione Cracker Barrel
1. Jolene (Live from Glastonbury) – 2:52
2. 9 to 5 (Live from Glastonbury) – 3:59

Disco Bonus Edizione Walmart/Internazionale – The Hits
1. My Tennessee Mountain Home – 3:08 (Parton)
2. Coat of Many Colors – 3:05 (Parton)
3. How Great Thou Art – 3:34 (Stuart K. Hine)
4. Jolene – 2:42 (Parton)
5. Light of a Clear Blue Morning – 4:57 (Parton)
6. Here You Come Again – 2:57 (Barry Mann, Cynthia Weil)
7. Help! – 2:45 (John Lennon, Paul McCartney)
8. Islands in the Stream (duet with Kenny Rogers) – 4:10 (Barry, Robin & Maurice Gibb)
9. 9 to 5 – 2:47 (Parton)
10. I Will Always Love You – 2:54 (Parton)

Disco Bonus Edizione UK – Live from Glastonbury
1. Fire Medley: Baby I'm Burning / Great Balls of Fire / This Girl Is on Fire – 3:26 (Parton, Otis Blackwell, Jack Hammer, Alicia Keys, Salaam Remi, Jeff Bhaskar, Billy Squire)
2. Why'd You Come in Here Lookin' Like That – 3:29 (Bob Carlisle, Randy Thomas)
3. Jolene – 3:41 (Parton)
4. Blue Smoke – 5:08 (Parton)
5. Coat of Many Colors – 4:27 (Parton)
6. Rocky Top – 5:08 (Felice and Boudleaux Bryant)
7. Mud Song – 2:54 (Parton)
8. Banks of the Ohio – 3:15 (Traditional, additional lyrics by Parton)
9. Here You Come Again – 2:53 (Barry Mann, Cynthia Weil)
10. Two Doors Down – 1:59 (Parton)
11. Islands in the Stream (duet with Richard Dennison) – 3:49 (Barry, Robin & Maurice Gibb)
12. 9 to 5 – 7:29 (Parton)
13. Lay Your Hands on Me (duet with Richie Sambora) – 6:34 (Jon Bon Jovi, Richie Sambora)
14. I Will Always Love You – 5:29 (Parton)